# Meiganga
Meiganga ist eine Stadt in Kamerun mit 38.096 Einwohnerern (2005). Sie ist die Hauptstadt des Départements Mbéré.

## Geografie
Meiganga liegt im Osten Kameruns im Hochland von Adamaua, in der Region Adamaoua, auf etwa 1000 Metern Höhe.

## Verkehr
Meiganga liegt an der Fernstraße N1.

## Bevölkerung
Die Bevölkerungsentwicklung der Stadt:
| Jahr          | Einwohner |
| ------------- | --------- |
| 1976 (Zensus) | 17.040    |
| 1987 (Zensus) | 31.824    |
| 2005 (Zensus) | 38.096    |